# لينوكس كاتو
لينوكس كاتو (بالإنجليزية: Lennox Cato)‏ هو مقدم تلفزيوني بريطاني، ولد في 1961.